# کراسا (آستراخان)
کراسا (به لاتین: Krasa) یک منطقهٔ مسکونی در روسیه است که در استان آستراخان واقع شده‌است.یک منطقهٔ مسکونی در روسیه است که در استان آستراخان واقع شده‌است.